# Mr. Fullswing
Mr. Fullswing (яп. ミスターフルスイング Мисута: Фурусуингу, также MisuFuru, ミスフル) — комедийная манга Синъя Судзуки, выходящая в журнале Shonen Jump. Позднее была издана компанией Shueisha в 24 томах. Манга посвящена бейсболу. Главный герой, сексуально-озабоченный парень по имени Саруно Амакуни, постоянно попадающий в неприятные истории, мечтает встречаться в менеджером бейсбольной команды «Дзюниси». Для этого он сам вступает в команду.
В манге содержится большое количество пародий на известную мангу и аниме, как Dragon Ball, Kindaichi Case Files, Gundam и так далее.